# スーパーオーガニズム (バンド)
スーパーオーガニズム（SUPERORGANISM）は、イギリスロンドンを拠点とする多国籍インディー・ポップバンド。メンバーはリードヴォーカリストのOrono Noguchi、Emily、Harry、Tucan、Robert Strange、Ruby、B、Soulの8人。彼らのセルフタイトルのデビューアルバム『Superorganism』は、2018年3月2日にDomino Recording CompanyとHostess Entertainmentを通じてリリースされた。 

## 来歴
グループ結成のきっかけはメンバーの一部が当時組んでいたバンド、エヴァーソンズの来日公演だった。エヴァーソンズが2015年のジャパンツアーとして、宇都宮、浜松、名古屋、大阪、東京でギグをやった際、東京公演の1日目にオロノが見に来ていて楽屋まで遊びに行き友達となった。オロノは2日目の公演にも足を運び、翌日にはハードロックカフェでランチを食べ、上野動物園に行った。ツアー終了後も、メンバーたちはフェイスブックを通じたオンライン上でやり取りをしていた。
2017年に、「今度新しいプロジェクトを始めるんだけど、一緒にやらない？」とエヴァーソンズが新しく書いた曲のラフコピーをオロノに送ったところ、1時間で歌詞とボーカルをつけて返信し、これがスーパーオーガニズムとしてのデビューシングル“Something for Your M.I.N.D."となった。フランク・オーシャンやヴァンパイア・ウィークエンドのエズラ・クーニグがアップルミュージック内のラジオでプレイしたことで話題となる後にこの曲はソフトバンク CM Google PixelのCMソングになった。2017年11月27日にイギリスのBBCが選ぶ期待の新人「Sound Of 2018」にノミネートされた。
2018年3月2日、セルフタイトルのデビューアルバム『Superorganism』をDomino Recording CompanyとHostess Entertainmentを通じてリリースする。 6月27日には、宇多田ヒカルのアルバム『初恋』収録の「パクチーの歌」のSuperorganismによるリワーク(カバー)を公開。8月、雑誌Forbes Japanの各界で活躍する30歳未満のイノベーターを表彰するアワード<30under30>にボーカルの野口オロノが選出され、特集号の表紙を飾った。星野源とのコラボレーションで「Same Thing (feat. Superorganism)」が星野の10月14日発売デジタルEP『Same Thing』1曲目に収録された。

## 音楽性
オロノは、Superorganismの歌の創造について,「音楽を聞いて、音楽、芸術、そしてあらゆる種類のものを台所で話すことから始めます。私たちはグループ内でファイルをやりとりして、私たちが持っているランダムなアイデアを加えていくつもりです。」と説明している。
ハリーは、「みんなでキッチンでたむろして、一緒に音楽を聴いて、音楽について語り合うことがすごく多いんだ。また、僕の場合にはこうしたやり取りの中で初めて何かを閃くんだよ。」と話している。
ハリーいわく、日常の音と楽器の音を分けない考え方はラグラッツムービーのテーマを作ったディーヴォのマーク・マザーズボウの影響を受けたと言っている。またハリーはドクター・ドレーのファンでGファンクのシンセサイザーの雰囲気を取り入れている。

## メンバー
- Orono Noguchi  - ヴォーカル、作詞、ペインティング。埼玉県出身。
ファーストネームの"Orono"は本名で、両親が出会った大学が所在する街の名前にちなんでいる[9]。
- Emily  （Mark David Turner） - 作詞、プロダクション、シンセサイザー。オーストラリアのシドニー出身。
- Tucan またはDr. Tucan Taylor Michaels  （Timothy "Tim" Shann） - 作詞、プロデュース、ミキシング、ドラム。ニュージーランドのウェリントン出身。
- ロバート・ストレンジ  （ブレア・エバーソン） - 視覚芸術、ステージング。
- ハリー  （クリストファー・ヤング） - 作曲、プロデュース、ギター。イギリス北部のバーンリー出身。
- B  - バックグラウンドボーカル、バックグラウンドダンス、バックグラウンドミュージシャン。ニュージーランドのダニーデン出身[10]。
- Ruby  - バックグラウンドボーカル、バックグラウンドダンス、バックグラウンドミュージシャン。ニュージーランドのワイプ出身。
- ソウル  （アール・ホー） - バックグラウンド・ボーカル、バックグラウンド・ダンス、バックグラウンド・ミュージシャン。韓国出身。

## ディスコグラフィー
アルバム
|     | 発売日        | タイトル      | 媒体                | 各国のチャート順位 | 各国のチャート順位 | 各国のチャート順位 | 各国のチャート順位 | 各国のチャート順位 | 各国のチャート順位 | 各国のチャート順位 | 各国のチャート順位 | 各国のチャート順位 |
| AUS | 発売日        | タイトル      | 媒体                | BEL (FL)           | BEL (WA)           | JPN                | NLD                | NZ Heat            | SCO                | UK                 | US Heat            |                    |
| --- | ------------- | ------------- | ------------------- | ------------------ | ------------------ | ------------------ | ------------------ | ------------------ | ------------------ | ------------------ | ------------------ | ------------------ |
| 1st | 2018年 3月2日 | Superorganism | CD,LP, ダウンロード | 56                 | 86                 | 116                | 145                | 89                 | 4                  | 19                 | 25                 | 4                  |

シングル
| 年   | タイトル                       | 各国のチャート順位 | 各国のチャート順位 | 各国のチャート順位 | 各国のチャート順位 | 各国のチャート順位 | アルバム      |
| ---- | ------------------------------ | ------------------ | ------------------ | ------------------ | ------------------ | ------------------ | ------------- |
| 年   | タイトル                       | BEL (WA)           | JPN                | JPN Over.          | MEX Air.           | US Alt             | アルバム      |
| 2017 | "Something for Your M.I.N.D,"  | —                  | —                  | —                  | —                  | —                  | Superorganism |
| 2017 | "It's All Good"                | —                  | —                  | —                  | —                  | —                  | Superorganism |
| 2017 | "Nobody Cares"                 | —                  | —                  | —                  | —                  | —                  | Superorganism |
| 2018 | "Everybody Wants to Be Famous" | 25                 | 83                 | 6                  | 11                 | 29                 | Superorganism |
| 2018 | "Reflections on the Screen"    | —                  | —                  | —                  | —                  | —                  | Superorganism |
| 2018 | "Night Time"                   | —                  | —                  | —                  | 45                 | —                  | Superorganism |
| 2018 | "The Prawn Song"               | —                  | —                  | —                  | —                  | —                  | Superorganism |

ミュージックビデオ
| 年   | タイトル                       | アルバム      |
| ---- | ------------------------------ | ------------- |
| 2017 | "It's All Good"                | Superorganism |
| 2017 | "Nobody Cares"                 | Superorganism |
| 2017 | "Something for Your M.I.N.D,"  | Superorganism |
| 2018 | "Everybody Wants to Be Famous" | Superorganism |
| 2018 | "Reflections on the Screen"    | Superorganism |
| 2018 | "Night Time"                   | Superorganism |
| 2018 | "The Prawn Song"               | Superorganism |

## 出演

### ラジオ
※いずれもoronoのみの出演。
- Oh Wow, Very Cool!（InterFM、2019年4月4日 - 2020年3月26日 ）[11]
- Orono Says, "OK Wow!"（TBSラジオ、2022年12月29日、2023年1月6日 -）-金曜ボイスログ内の1コーナーとして放送。